# Паладя
Паладя (рум. Paladea) — село в Молдові в Окницькому районі. Розташоване в південній частині району. Входить до складу комуни Бирладень.
На південь від села, праворуч від траси Окниця - Бельці, знаходяться три кургани, відомі серед місцевих жителів як Паладійські могили. Кургани розташовані в ряд по гребеню пагорба, на відстані 200 м один від одного. Середня насип висотою 4 м, бокові - висотою 1 м. Поверхня насипів розорюється.